# Rhesala nasionalis
Rhesala nasionalis är en fjärilsart som beskrevs av Arnold Pagenstecher 1884. Rhesala nasionalis ingår i släktet Rhesala och familjen nattflyn. Inga underarter finns listade.